# Lobithelphusa mexicana
Lobithelphusa mexicana is een krabbensoort uit de familie van de Pseudothelphusidae. De wetenschappelijke naam van de soort is voor het eerst geldig gepubliceerd in 1982 door Rodríguez.